# Bahnhof Viersen
Der Bahnhof Viersen ist ein Trennungsbahnhof in der Stadt Viersen im Westen von Nordrhein-Westfalen.

## Geschichte
Der erste Viersener Bahnhof wurde am 5. Oktober 1849 von der Ruhrort-Crefeld-Kreis Gladbacher Eisenbahn-Gesellschaft an ihrer Bahnstrecke Ruhrort–Gladbach eröffnet, dieser befand sich ungefähr auf Höhe der Krefelder Straße.
Nur ein halbes Jahr später wurde die Gesellschaft der „Auf allerhöchstem Erlaß vom 4. März 1850“ gegründeten Königlichen Direction der Aachen-Düsseldorf-Ruhrorter Eisenbahn unterstellt. 1862 übernahm schließlich die bis dato nur rechtsrheinisch aktive Bergisch-Märkische Eisenbahn-Gesellschaft (BME) zunächst die Betriebsführung und 1866 beide Gesellschaften, weswegen dieser (heute nicht mehr existente) Bahnhof auch als Bahnhof Viersen BME bezeichnet wird.
Im gleichen Jahr erlangte die BME mit ihrer Bahnstrecke nach Venlo ihren eigenen Zugang zum niederländischen Streckennetz, nachdem ihre Konkurrenten die Rheinische Eisenbahn-Gesellschaft (RhE) bereits ein Jahr zuvor ihre Bahnstrecke nach Nijmegen und die Köln-Mindener Eisenbahn-Gesellschaft (CME) sogar schon zehn Jahre zuvor ihre Bahnstrecke nach Arnhem eröffnet hatten.
Am 1. November 1878 erreichte auch die RhE Viersen mit ihrer Bahnstrecke von Neuss und errichtete ihren Kopfbahnhof ungefähr an der Stelle des heutigen Viersener Bahnhofs. Nach der Verstaatlichung aller Eisenbahngesellschaften wurde der gesamte Verkehr 1887 zum Bergisch-Märkischen Bahnhof verlegt, die ehemals Rheinische Strecke nach Neuss von Süden in weitem Bogen an den älteren Bahnhof angeschlossen, danach wurde der Rheinische Bahnhof geschlossen und abgerissen.
Im Jahr 1917 kam es mit einem abermaligen Umbau der Strecken quasi zu einer kompletten Umkehrung des Ganzen. Die ehedem geradlinig nach Gladbach verlaufende Trasse wurde zugunsten eines Straßenneubaus aufgegeben, ebenso verschwand die 1887 gebaute Verbindungskurve.
Stattdessen wurde die ehemalige Rheinische Trasse wieder reaktiviert und die heutigen Bahnanlagen mit getrenntem Personenbahnhof und Güterbahnhof an der Stelle des ehemaligen Rheinischen Bahnhofs errichtet. Nunmehr wurde die ehemals Bergisch-Märkische Strecke in weitem Bogen von Osten her an den neuen Bahnhof angeschlossen, der alte Bahnhof verschwand.

## Heutige Situation
Die Bahnstrecke von Neuss ist seit dem 23. Mai 1971 stillgelegt, nachdem der Personenverkehr bereits am 29. September 1968 eingestellt worden war.
Die Bahnstrecke von Venlo hatte zwar trotz grenzüberschreitenden Verkehrs nie große internationale Bedeutung, wird aber nach wie vor im Personen- und Güterverkehr genutzt. Außerplanmäßig werden ICE-Verbindungen mit Amsterdam durchgeführt, wenn die direkte Strecke via Arnheim und Duisburg (z. B. wegen Bauarbeiten) unterbrochen ist. Diese Züge halten dann aber nur in Mönchengladbach Hauptbahnhof.
Die Bahnstrecke von (Duisburg-)Ruhrort hatte als Abschnitt der überregionalen Bahnstrecke Aachen–Dortmund seit der Errichtung der Duisburg-Hochfelder Eisenbahnbrücke 1873 bereits einen Teil ihrer Bedeutung verloren. Nach der Einstellung des Ruhrort-Homberger Trajektes 1885 war der nördliche Streckenast zwischen (Krefeld-)Uerdingen und (Duisburg-)Homberg dann praktisch bedeutungslos geworden.
Bereits die Preußischen Staatseisenbahnen haben die Bahnstrecke von (Mönchen-)Gladbach mit der Rheinischen Ruhrgebietsstrecke von Osterath über (Krefeld-)Uerdingen und Duisburg-Hochfeld nach Duisburg Hauptbahnhof verknüpft, in dieser Form ist die Strecke bis heute eine der wichtigsten Verkehrsadern des linken Niederrheines.
Sämtliche Schnellzüge sind eingestellt worden, von 1992 bis 2002 hielten Interregio-Züge der Relation von Aachen über Mönchengladbach und Kassel nach Erfurt in Viersen. Heute noch sind die auf Gleis 3 und 4 vorzufindenden Gestaltungselemente aus der Interregio-Zeit erkennbar.
Seit dem 15. Dezember 2013 gab es eine werktägliche Intercity-Verbindung von Aachen nach Berlin am Morgen und umgekehrt am Abend, die in Viersen hält. Sie wurde zwei Jahre lang getestet und sollte nur bei ausreichender Auslastung in den dauerhaften Betrieb aufgenommen werden. Damit bekam der Bahnhof wieder einen Anschluss an den Fernverkehr. Zum Fahrplanwechsel am 11. Dezember 2016 bestätigte die Deutsche Bahn mit ihrer Listung im Fahrplan, dass diese Intercity-Verbindung ausreichend ausgelastet und weiter in Betrieb war. Mit dem Fahrplanwechsel im Dezember 2020 wurde die werktägliche Intercity-Verbindung zu einem Intercity-Express umgewandelt.
Der Güterbahnhof südöstlich des Personenbahnhofes ist als Bahnhofsteil weiterhin in Betrieb.

## Bedienungsangebot
Der Bahnhof wird im Schienenpersonenverkehr regulär von zwei Regional-Express- und zwei Regionalbahn-Linien bedient. Zudem verkehrt seit dem Fahrplanwechsel im Dezember 2020 nahezu täglich ein ICE-Zugpaar zwischen Aachen und Berlin über Viersen.

### Fernverkehr
| Linie  | Streckenverlauf | Verkehrstage |
| ------ | --- | ------------ |
| ICE 14 | ICE 1545: Aachen Hbf – Herzogenrath – Geilenkirchen – Erkelenz – Rheydt Hbf – Mönchengladbach Hbf – Viersen – Krefeld Hbf – Duisburg Hbf – Essen Hbf – Bochum Hbf – Dortmund Hbf – Hamm (Westf) Hbf – Gütersloh Hbf – Bielefeld Hbf – Herford – Hannover Hbf (– Wolfsburg Hbf – Berlin-Spandau – Berlin Hbf – Berlin Ostbahnhof)                                                     | Mo–Sa        |
| ICE 14 | ICE 1548: (Berlin Ostbahnhof – Berlin Hbf – Berlin-Spandau – Stendal Hbf – Wolfsburg Hbf –) Hannover Hbf – Bad Oeynhausen – Herford – Bielefeld Hbf – Gütersloh Hbf – Hamm (Westf) Hbf – Dortmund Hbf – Bochum Hbf – Essen Hbf – Mülheim (Ruhr) Hbf – Duisburg Hbf – Krefeld Hbf – Viersen – Mönchengladbach Hbf – Rheydt Hbf – Erkelenz – Geilenkirchen – Herzogenrath – Aachen Hbf | Mo–Fr, So    |

### Regionalverkehr
| Linie | Linienlauf | Takt                                             |
| ----- | --- | ------------------------------------------------ |
| RE 13 | Maas-Wupper-Express: Venlo – Kaldenkirchen – Breyell – Boisheim – Dülken – Viersen – Mönchengladbach Hbf – Neuss Hbf – Düsseldorf-Bilk – Düsseldorf Hbf – Wuppertal-Vohwinkel – Wuppertal Hbf – Wuppertal-Barmen – Wuppertal-Oberbarmen – Schwelm – Ennepetal (Gevelsberg) – Hagen Hbf – Schwerte (Ruhr) – Holzwickede – Unna – Bönen – Hamm (Westf) Hbf Stand: Fahrplanwechsel Dezember 2023 | 60 min                                           |
| RE 42 | Niers-Haard-Express: Münster (Westf) Hbf – Münster-Albachten (stündlich) – Senden-Bösensell – Nottuln-Appelhülsen – Buldern – Dülmen – Sythen – Haltern am See – Marl-Sinsen – Recklinghausen Hbf – Recklinghausen Süd – Wanne-Eickel Hbf – Gelsenkirchen Hbf – Essen Hbf – Mülheim (Ruhr) Hbf – Duisburg Hbf – Rheinhausen – Krefeld-Uerdingen – Krefeld Hbf – Viersen – Mönchengladbach Hbf Stand: Fahrplanwechsel Dezember 2021 | 30 min (Münster–Essen) 60 min (Essen–M’gladbach) |
| RB 33 | Rhein-Niers-Bahn: Essen-Steele – Essen Hbf – Essen West – Mülheim (Ruhr) Hbf – Mülheim (Ruhr)-Styrum – Duisburg Hbf – Duisburg-Hochfeld Süd – Rheinhausen Ost – Rheinhausen – Krefeld-Hohenbudberg Chempark – Krefeld-Uerdingen – Krefeld-Linn – Krefeld-Oppum – Krefeld Hbf – Forsthaus – Anrath – Viersen – Mönchengladbach Hbf – Rheydt Hbf – Wickrath – Herrath – Erkelenz – Hückelhoven-Baal – Brachelen – Lindern – Geilenkirchen – Übach-Palenberg – Herzogenrath – Kohlscheid – Aachen West – Aachen Schanz – Aachen Hbf Stand: Fahrplanwechsel Juni 2022 | 60 min                                           |
| RB 35 | Emscher-Niederrhein-Bahn: Gelsenkirchen Hbf – Essen Zollverein Nord – Essen-Altenessen – Essen-Bergeborbeck – Essen-Dellwig – Oberhausen Hbf – Duisburg Hbf – Duisburg-Hochfeld Süd – Rheinhausen Ost – Rheinhausen – Krefeld-Hohenbudberg Chempark – Krefeld-Uerdingen – Krefeld-Linn – Krefeld-Oppum – Krefeld Hbf – Forsthaus – Anrath – Viersen – Mönchengladbach Hbf Stand: Fahrplanwechsel Dezember 2021 | 60 min                                           |

Außerdem wird der Bahnhof Viersen von einem Zugpaar des RE 8 (Rhein-Erft-Express) bedient. Dieses verkehrt morgens von Kaldenkirchen über Mönchengladbach nach Köln Messe/Deutz und nachmittags zurück. Betrieben wird die Linie von DB Regio. Die Züge verkehren von Montag bis Freitag als Verstärkerzug. 

### Omnibusverkehr
Vor dem Empfangsgebäude befindet sich die Bushaltestelle Viersen Bahnhof, wo Anschluss zu einigen Buslinien besteht, die nach Viersen und die Umgebung verkehren. Alle diese Buslinien bedienen den Viersener Busbahnhof, wo Umsteigemöglichkeiten zu den zahlreichen weiteren Buslinien im Kreis Viersen besteht.